# Doko (singolo)
Doko (どこ?) è il tredicesimo singolo della cantante j-pop giapponese Kimura Kaela. È stato pubblicato il 28 gennaio 2009 dall'etichetta major Nippon Columbia.
Il singolo è stato stampato in due versioni, normal e special, entrambe in confezione jewel case e con la stessa copertina; la versione special però conteneva una card per scaricare da Internet un gioco in Flash.

## Tracce
Tutti i brani sono testo e musica di Shinobu Watanabe.

Dopo il titolo è indicata fra parentesi "()" la grafia originale del titolo.
1. Doko (どこ?) - 4:05
2. Phone (Phone?) - 3:29
3. Doko (Instrumental) (どこ (Instrumental)?) - 4:05
4. Phone (Instrumental) (Phone (Instrumental)?) - 3:29

## Altre presenze
- Doko:
  - 24/06/2009 - HOCUS POCUS
  - 03/02/2010 - 5years
- Phone:
  - 24/06/2009 - HOCUS POCUS